# 하랑중학교 (경기)
하랑중학교는 대한민국 경기도 남양주시에 있는 공립 중학교이다.

## 학교 연혁
- 2021년 3월 1일 : 개교 (초·중등 24학급, 특수 1학급, 병설유치원 7학급)[1]

## 참고 자료
- 하랑중학교 - 한국교육학술정보원 학교알리미

## 같이 보기
- 하랑초등학교